# Ołeksandr Krykun
Ołeksandr Wołodymyrowycz Krykun (ukr. Олександр Володимирович Крикун; ur. 1 marca 1968 w Lipsku) – ukraiński lekkoatleta specjalizujący się w rzucie młotem, brązowy medalista igrzysk olimpijskich z Atlanty oraz olimpijczyk z Sydney i Aten, medalista uniwersjady, wielokrotny uczestnik mistrzostw świata i Europy.

## Przebieg kariery
W 1987 jako reprezentant Związku Radzieckiego został wicemistrzem Europy juniorów. Siedem lat później wystartował w mistrzostwach Europy, gdzie udało mu się awansować do finału i w tej fazie zająć 6. pozycję. Rok później zaś zadebiutował na mistrzostwach świata seniorów, rozgrywanych w Göteborgu – w ramach mistrzostw awansował do finału, w którym zajął 10. pozycję. Na uniwersjadzie rozgrywanej w Fukuoce wywalczył srebrny medal.
Na igrzyskach olimpijskich w Atlancie uzyskał w finale rezultat 80,02 m i otrzymał brązowy medal.
Był finalistą mistrzostw świata w Atenach, w tabeli wyników zajął 8. pozycję. Natomiast na mistrzostwach Europy rozegranych w Budapeszcie zajął 11. pozycję.
W ramach igrzysk olimpijskich w Sydney, w swej konkurencji uzyskał w eliminacjach rezultat 74,83 m, z którym zajął 11. pozycję w swej kolejce i nie awansował do finału.
Odpadał w eliminacjach również w trakcie mistrzostw świata w Edmonton i Paryżu oraz mistrzostw Europy rozegranych w Monachium.
Po raz ostatni w zawodach międzynarodowych wystąpił w czasie igrzysk olimpijskich w Atenach, na których uzyskał w eliminacjach wynik 75,42 m i zajął 8. pozycję w swej kolejce, odpadając z dalszej rywalizacji.

## Osiągnięcia
| Rok     | Zawody                      | Miasto     | Miejsce | Wynik |
| ------- | --------------------------- | ---------- | ------- | ----- |
| 1987    | Mistrzostwa Europy juniorów | Birmingham | 2.      | 70,92 |
| 1994    | Mistrzostwa Europy          | Helsinki   | 6.      | 76,08 |
| 1995    | Mistrzostwa świata          | Göteborg   | 10.     | 75,52 |
| 1995    | Uniwersjada                 | Fukuoka    | 2.      | 77,06 |
| 1996    | Letnie igrzyska olimpijskie | Atlanta    | 3.      | 80,02 |
| 1997    | Mistrzostwa świata          | Ateny      | 8.      | 77,14 |
| 1998    | Mistrzostwa Europy          | Budapeszt  | 11.     | 74,34 |
| 2000    | Letnie igrzyska olimpijskie | Sydney     | 11. H   | 74,83 |
| 2001    | Mistrzostwa świata          | Edmonton   | 11. H   | 74,43 |
| 2002    | Mistrzostwa Europy          | Monachium  | 7. H    | 76,92 |
| 2002    | Finał Grand Prix            | Paryż      | 8.      | 75,99 |
| 2003    | Mistrzostwa świata          | Paryż      | 13. H   | 73,58 |
| 2004    | Letnie igrzyska olimpijskie | Ateny      | 8. H    | 75,42 |
| Źródło: |                             |            |         |       |

## Rekordy życiowe
Rekord życiowy zawodnika to 81,66 m i został ustanowiony 29 maja 2004 roku w Kijowie.

## Odznaczenia
- Order „Za zasługi” II klasy (2024)[7]